# دیدیه اوتوکوره
دیدیه اوتوکوره (انگلیسی: Didier Otokoré؛ زادهٔ ۲۶ مارس ۱۹۶۹) بازیکن فوتبال اهل ساحل عاج بود.
از باشگاه‌هایی که در آن بازی کرده است می‌توان به باشگاه فوتبال سوشو، باشگاه فوتبال شباب الاهلی، باشگاه فوتبال کن، باشگاه فوتبال الوصل امارات، باشگاه فوتبال اوسر، باشگاه فوتبال الاهلی، و باشگاه فوتبال گنگام اشاره کرد.
وی همچنین در تیم ملی فوتبال ساحل عاج بازی کرده است.